# 馬克90號核武器

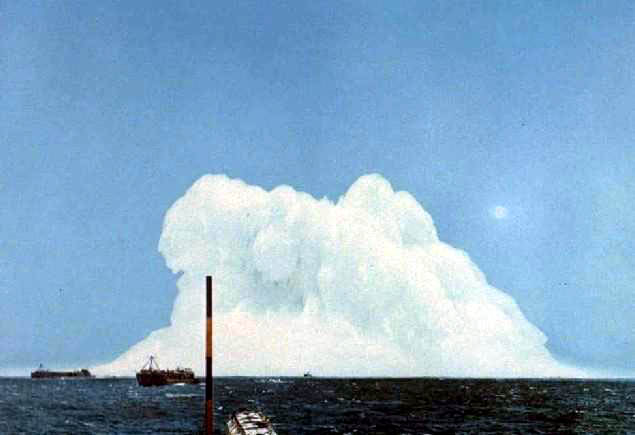
棚屋行動

馬克90號核彈，綽號"Betty"，是冷戰期間的潛深核炸彈(英語: Nuclear depth charge)，由美國在1952年研發。
馬克90號長10呎2吋(3.10 m)，直徑為2呎7.5吋(0.80 m)，重1,243磅(564 kg)，它攜帶一枚馬克7號核彈頭，爆炸當量為32噸。它的目的是作為美國海軍的反潛艇武器。
馬克90號在1955年進行了核試驗，是為棚屋行動(英語: Operation Wigwam )。
所有馬克90號都在1960年退役。

## 意外
在1959年9月25日，一架美國海軍馬丁P5M-2馬林(英語: Martin P5M-2 Marlin) (BuNo 135540, SG tailcode, '6', of VP-50)在惠德比島海軍航空基地外巡邏時被迫在太平洋迫降，大約在華盛頓州-俄勒岡州邊界以西100英里(160 km)。
一個馬克90號鑚深核炸彈的深水炸彈套管遺失且未能找回，但它當時並沒有安裝核彈頭。事故發生10小時後，10個在救生艇上的船員被美國海岸防衛隊所救。當時沒有通知媒體。

## 外部連結
- Official Defense Department film on 1955 underwater test of Mark 90 nuclear depth charge